# Barbara J. Stephenson
Barbara J. Stephenson es una política estadounidense. Es la ministra canciller de Estados Unidos en el Reino Unido desde 2008.

## Biografía
Fue embajadora de los Estados Unidos en la República de Panamá. Fue confirmada por el Senado de los Estados Unidos y fue nombrada por el presidente Barack Obama en el verano de 2010. Stephenson, que tiene cargo de Ministro Canciller en el Servicio de Relaciones Exteriores de su país, se unió al Departamento de Estado en 1985. 
Recibió su licenciatura, maestría y doctorado de literatura en inglés en la Universidad de Florida.
Ella y su marido, Matthew Furbush tienen dos hijos.